# Sveriges hantering av flyktingkrisen 2015

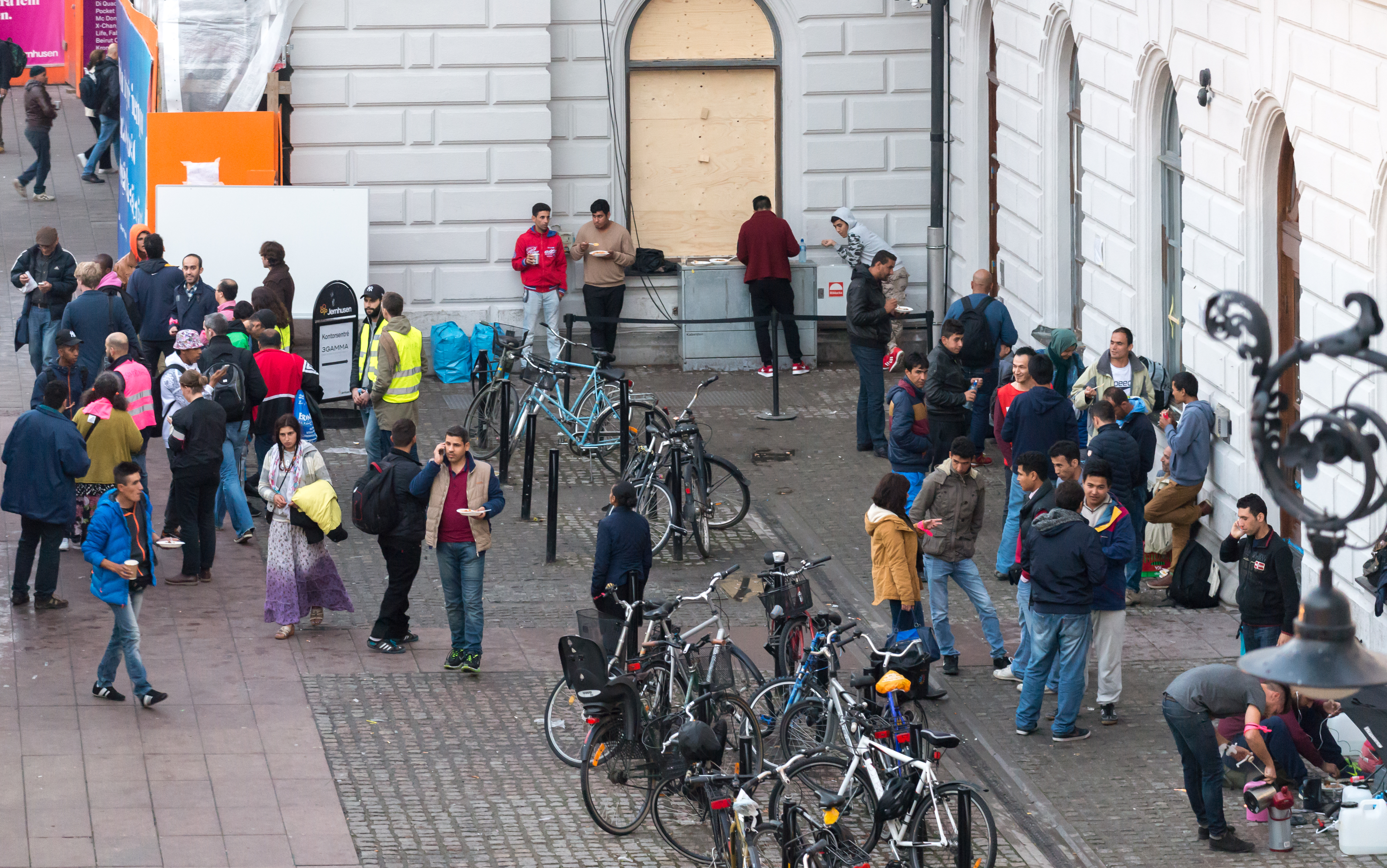
Många av de asylsökande som anlände till Sverige under september 2015 kom till Stockholms central, där de fick mat och annan hjälp av frivilligorganisationer.

Sveriges hantering av flyktingkrisen 2015 utgick från att 163 000 personer sökte asyl under 2015 och innebar ett antal asylpolitiska beslut och andra samhälleliga åtgärder. Sverige var 2015 ett av de länder i EU som tog emot flest asylsökande. Sommaren 2016 stiftades en tillfällig lag om begränsning av asylrätten. De kommande åren stiftades flera nya lagar som framför allt rörde de många ensamkommande barn som sökt asyl. Sommaren 2019 förlängdes den tillfälliga begränsningslagen med två år. Sommaren 2021 antog riksdagen en ny migrationslag med syfte att fastställa en långsiktigt hållbar ordning. Därmed permanentades huvuddelen av den tillfälliga lagen.

## Rekordmånga asylsökande och reglerade gränser
| Asylsökande till Sverige under 2002–2023 (tusental) |
| --- |
| AntalÅr030 00060 00090 000120 000150 000180 00020022007201220172022KvinnorMänTotaltDärav ensamkommande barnAsylsökande till Sverige per år Ensamkommande barn är en delmängd av antalet asylsökande. Rådata |

År 2015 sökte mer än 163 000 människor asyl i Sverige, som en del av den stora flyktingströmmen till Europa från bland annat krigets Syrien. Detta var det högsta antalet asylsökande någonsin under ett år. 81 procent av de asylsökande år 2015 saknade giltiga identitetshandlingar. Cirka hälften från Syrien och nästan alla från Afghanistan (99 procent) och Somalia saknade identitetshandlingar.
De asylsökande välkomnades av statsminister Stefan Löfven. En mängd statliga myndigheter, kommuner och landsting arbetade med att ta emot de många människor som kom, och civilsamhället ställde upp med sängplatser, soppkök och klädinsamlingar.
Vid ankomsten antecknades den asylsökandes ålder utifrån vad denne själv uppgav och ibland efter visuell bedömning. Många saknade identitetspapper och det var upp till tjänstemannen att bedöma den angivna åldern. De som ansågs vara under 18 år (barn) blev placerade i kommuner, som mot ersättning från staten, skulle förse dem bostad, skolgång, socialsekreterare och god man. De som blev klassade som vuxna skickades till Migrationsverkets boenden för vuxna. Journalisten Thord Eriksson påpekar i boken Dom som stod kvar att de visuella åldersbedömningarnas riktighet samt antalet berörda är okända, men att det finns vittnesmål om godtycke.
Av dem som sökte asyl 2015 registrerades 35 369 personer som ensamkommande barn. Av dem var 23 480 av afghanskt ursprung. Cirka 8 procent av de ensamkommande barnen var flickor.
Den 23 oktober 2015 träffade regeringen, Centerpartiet, Liberalerna, Moderaterna och Kristdemokraterna den s.k. oktoberöverenskommelsen för insatser med anledning av flyktingkrisen. Därefter föreslog regeringen (på initiativ av socialdemokraterna) ytterligare skärpningar. Den 24 november 2015 meddelade regeringen (socialdemokraterna och miljöpartiet) att det behövdes ett ”andrum” och att den svenska lagstiftningen om rätten till asyl tillfälligt behövde anpassas till minimikrav enligt internationell rätt. På en presskonferens meddelade de en överenskommelse som innebar stängda gränser för dem som saknade identitetshandlingar och en kommande lag som kraftigt begränsade rätten till asyl i Sverige. Ministrarna Anders Ygeman och Morgan Johansson deklarerade i januari 2016 att upp till hälften av de asylsökande beräknades få avslag på sina ansökningar.
Lagen om stängda gränser för de som saknade identitetshandlingar behandlades av riksdagen på mindre än en månad och antogs den 21 december 2015. Den motiverades med ”allvarlig fara för den allmänna ordningen”. Lagrådet, som har till uppgift att granska nya lagar och deras förenlighet med grundlagar och tidigare lagar, var kritiskt och påpekade att lagen byggde på otillräcklig analys och att varken Lagrådet eller andra remissinstanser hade fått rimlig tid på sig att ta ställning till lagförslaget. Det finnas risk, påpekade Lagrådet, att den nya lagen stod i strid mot andra svenska lagar. Trots kritiken antogs lagen av riksdagen. Den 4 januari 2016 infördes ID-kontroll för alla som passerade gränsen från Danmark, och antalet personer som sökte asyl i Sverige minskade drastiskt.
Migrationsverket fick instruktioner om att arbeta snabbt och effektivt. Syriska medborgare var ofta "lätta fall" som kunde avgöras relativt snabbt, eftersom inbördeskriget i Syrien ledde till att den som kunde göra sannolikt att hen var från Syrien generellt beviljades asyl. Afghaner och speciellt afghanska barn var svårare att utreda, fick vänta längre och fick i högre grad avslag. Först sommaren 2020 hade alla ansökningar från 2015 lett till slutgiltiga beslut, som innebar att 60 procent av de sökande hade fått permanenta eller tillfälliga uppehållstillstånd.
I juni 2016 fick lagman Gudrun Antemar regeringens uppdrag att utvärdera berörda aktörers hantering av flyktingsituationen i Sverige 2015. Utredningen pekar på att "varken regeringen, regeringskansliet, statliga eller kommunala myndigheter hade beredskap för att så många människor på flykt skulle välja att komma till Sverige". Den visar också att det förekom vissa rättssäkerhetsbrister i mottagningsskedet, framförallt beroende på otillräcklig kunskap hos myndigheter och volontärer samt otydlig ansvarsfördelning.
I maj 2018 förlängde regeringen gränskontrollerna med hänvisning till den allmänna ordningen och säkerhetsläget.

## Nya och ändrade lagar och regeringsdirektiv

### Den retroaktiva begränsningslagen
Asyllagstiftningen finns i Utlänningslagen, som trädde i kraft 2006.
En tillfällig lag om begränsningar i asylrätten presenterades av regeringen den 6 april 2016. Den innebar vissa skärpningar i förhållande till den i oktober träffade överenskommelsen mellan sex riksdagspartier. En av förändringarna gällde arten av uppehållstillstånd. Enligt oktoberöverenskommelsen skulle tidsbegränsade uppehållstillstånd vara huvudregel under de tre år som lagen skulle gälla, men kvotflyktingar, ensamkommande barn och barnfamiljer skulle fortsatt beviljas permanent uppehållstillstånd. I lagförslaget frångick regeringen överenskommelsen och begränsade undantaget till att gälla enbart kvotflyktingar och ensamkommande barn.
Lagförslaget kritiserades av Lagrådet och en stor mängd andra remissinstanser men klubbades i riksdagen sommaren 2016 och började gälla 20 juli 2016. Lagen gavs då retroaktiv verkan genom att den skulle tillämpas även för personer som sökt asyl innan detta datum.. Den antogs av en enig riksdag med undantag från ledamöterna från (V) och (C) samt fyra miljöpartister och en liberal. Med vissa lättnader vad gäller framför allt familjeåterförening förlängdes lagen den 18 juni 2019 med giltighetstid till 19 juli 2021.
De viktiga förändringarna gentemot tidigare lagstiftning är:
- Begränsningar av vilka skäl som ska ge rätt att stanna i Sverige. Tidigare fanns ”övriga skyddsbehövande” och ”ömmande omständigheter”, som kunde tillämpas för till exempel svårt sjuka människor, barn och den som tillhör en utsatt grupp utan att vara personligen hotad. I och med den tillfälliga lagen krävs starka individuella asylskäl.
- Tillfälliga uppehållstillstånd blev det normala, i stället för permanenta. Här gjorde lagen ett undantag för barn, men genom att Migrationsverket ändrade sin praxis samt att många av de ensamkommande hann fylla eller skrivas upp till 18 år innan beslutet fick detta bara begränsad betydelse.
- Möjligheterna för familjeåterförening begränsades kraftigt.
I och med denna lag ligger Sverige på EU:s miniminivå när det gäller asylrätt, något som också var regeringens uttryckliga avsikt med lagen.

### Dublinförordningen
Dublinförordningen är en europeisk förordning som reglerar vilken medlemsstat som ansvarar för en asylsökande inom Europeiska unionen (Island, Liechtenstein, Norge och Schweiz omfattas också genom bilaterala avtal med unionen). Enligt förordningen ska en asylansökan endast behandlas av ett av länderna. Den skrevs i sin tidigaste form redan år 1990. 2016 gick Sveriges asyllagstiftning från att ha varit EU:s mest generösa till att läggas på EU:s miniminivå. Dublinförordningen innebar att asylsökande som hade valt Sverige framför andra länder på grund av den relativt generösa lagstiftningen inte kunde försöka någon annanstans när lagen i efterhand blev strängare.

### Gymnasielagarna
Våren 2017 presenterade regeringen ett lagförslag som gjorde att de som fått avslag men ännu inte fyllt 18 kunde få chansen att stanna och studera på gymnasiet, om vissa andra krav var uppfyllda. Förslaget fick skarp kritik, både för att den inte dög för det uttalade syftet och för att den var svårtolkad. Lagen antogs av Riksdagen 3 maj  2017, men det visade sig snart att endast en mycket liten del av de ungdomar som fått avslag omfattades av lagen. I april 2018 hade den givit uppehållstillstånd åt 130 personer.
I början av 2018 presenterade regeringen (socialdemokraterna och miljöpartiet) ett nytt lagförslag om att ge tillfälliga uppehållstillstånd för gymnasiestudier till en del av dem som fått avslag på sina asylansökningar men ändå fanns kvar i Sverige. Reglerna var bland annat att man skulle ha sökt asyl som ensamkommande barn senast 24 november 2015, ha fått avslag på asylansökan mer än 15 månader efter ansökan och ha fyllt 18 år när man fick sitt avslag. Enligt lagen ska uppehållstillståndet omprövas efter 13 månader, med kravet att ungdomen ska ha påbörjat godkända studier. Efter avslutade studier kan man få permanent uppehållstillstånd om man inom 6 månader hittar en varaktig försörjning.
Lagen fick kritik från många remissinstanser, däribland Lagrådet, som kritiserade lagens utformning för låg kvalité som gjorde den olämplig att tillämpa. Efter en kort beredningstid och kort remisstid antogs lagen av Riksdagen 7 juni 2018. Migrationsdomstolen i Malmö underkände lagen på grund av att lagtexten om sänkta krav på identitetsbevis gjorde den omöjlig att tillämpa,, en dom som upphävdes av Migrationsöverdomstolen varefter lagen tillämpades. Hösten 2019 började det göras omprövningar efter 13 månader. Sveriges kommuner och landsting (SKL) larmade då om att lagen är för svårtolkad och krävde därför en översyn.
Inledningsvis antogs att lagen skulle omfatta c:a 9000 personer, mestadels afghaner. Totalt tog Migrationsverket emot 11 776 ansökningar utifrån gymnasielagen. Av dessa fick 7 763 tillfälliga uppehållstillstånd för studier.. I februari 2024 hade 5194 av dem fått permanent uppehållstillstånd efter att ha avslutat sina studier och fått godkänt arbete, 384 personer hade fortfarande tillfälliga uppehållstillstånd och 839 hade ansökt om förlängning men ännu inte fått besked.

### Förlängningen av den tillfälliga lagen
Den 18 maj 2019 beslutade en i stort sett enig riksdag att förlänga den tillfälliga begränsningslagen i ytterligare två år. Reglerna om familjeåterförening för alternativt skyddsbehövande gjordes dock mer generösa.
Förlängningen gjordes trots att många tunga remissinstanser hade avrått. Migrationsverket, som har att handlägga den verksamhet som styrs av lagen, menade att lagen är alltför svåröverskådlig och komplex och kommer att leda till mycket svåra avvägningar och öka verkets arbetsbörda, jämfört med en återgång till tidigare lagstiftning. Socialstyrelsen välkomnade den vidgade möjligheten till familjeåterförening men påpekade att tillfälliga uppehållstillstånd har negativ påverkan på människors hälsa och på motiveringen och möjligheten till integration. Företagarna kritiserade de tillfälliga uppehållstillstånden och menade att en förlängning av lagen förlänger företagens existerande svårigheter att hitta kompetent arbetskraft. Ett 60-tal sakkunniga migrationsforskare uttryckte sin oro över att ”de rådande tillfälliga uppehållstillstånden bidrar till en rättsosäkerhet i det svenska asylsystemet och på detta vis även hämmar en fundamental grundbult i en demokratisk rättsstat, nämligen invånarnas tilltro till myndigheter”. Organisationer inom civilsamhället pekade på lagens brist på humanitet och på dess negativa konsekvenser för integrationen. Fackförbundens remissvar var också kritiska mot förslaget. TCO och Akademikerförbundet ville ha en återgång till permanenta uppehållstillstånd men välkomnade de förbättrade möjligheterna till återförening. LO varnade i stället för en ”liberalisering” av reglerna utan konsekvensanalys och menade att lagen borde förlängas i sin helhet, utan de föreslagna uppmjukningarna.

### Riksdagspartiernas ställningstaganden 2015-2019
I Riksdagen har Vänsterpartiet konsekvent röstat för de förslag som varit för en öppnare migrationspolitik och även lagt egna förslag om amnesti för ensamkommande ungdomar. Sverigedemokraterna och Moderaterna har konsekvent drivit en motsatt linje, medan övriga partier ibland har stött mer restriktiv lagstiftning och ibland röstat för lagförslag som öppnar för utökade möjligheter till uppehållstillstånd.
Samtliga lagar under 2015–2019 har initierats av socialdemokratiskt ledda regeringar, men inom socialdemokratin finns en opposition mot regeringens linje. Socialdemokrater för tro och solidaritet och dess ordförande Ulf Bjereld krävde 2018 amnesti för de ensamkommande. Det socialdemokratiska ungdomsförbundet SSU uppmanade i november 2017 regering och riksdag att "att se över alla möjliga lösningar som förbättrar situationen för de ensamkommande unga från Afghanistan som drabbats av bristande rättssäkerhet" men trodde inte principiellt på amnesti som den bästa lösningen. SSU Stockholm gick i juni 2017 längre och krävde att ensamkommande barn och unga skulle få amnesti och att de tillfälliga asyllagarna skulle upphöra.
På Miljöpartiets kongress 2017 var amnesti för ensamkommande barn och ungdomar en av de hetaste frågorna. Ungdomsförbundet Grön ungdom drev kravet på permanenta uppehållstillstånd för alla ensamkommande som kommit under 2015, och den linjen vann omröstningen mot partistyrelsens linje, som endast innebar att denna grupp skulle ges ny asylprövning. Gymnasielagen 2018 lades fram efter att Miljöpartiet hotat att lämna regeringen.
Vänsterpartiet har i riksdagen ställt krav på att den tillfälliga begränsningslagen ska rivas upp och ensamkommande unga som varit i Sverige i mer än ett år ska få amnesti. Partiets migrationspolitiska talesperson Christina Höj Larsen har i en interpellation krävt att återtagandeavtalet med Afghanistan ska sägas upp.
Sverigedemokraterna har konsekvent krävt en politik som innebär kraftigt minskad asylinvandring. I en kommentar 2017 till regeringens förslag om ny gymnasielag säger partiledaren Jimmie Åkesson att "beslutet att låta de allra flesta av de så kallade ensamkommande stanna är en praktskandal". Den migrationspolitiska talespersonen Paula Bieler kommenterar samma uppgörelse med att det är ett "obestridligt faktum" att en övervägande del av unga asylsökande har ljugit om sin ålder.

### Barnkonventionen 2020
Den 1 januari 2020 blev Barnkonventionen svensk lag och det innebär att barn tydligare får rätt att komma till tals och bli lyssnade på. Barnkonventionen är en av flera lagar som Migrationsverket tar hänsyn till i barns ärenden. Barnperspektivet stärks, men lagen i sig ger ingen ny rätt för barnet att få uppehållstillstånd i Sverige.

### Migrationskommittén 2019–2020
I juni 2019 beslutade regeringen att tillsätta en parlamentarisk kommitté med uppdrag att ta ställning till utformningen av den framtida svenska migrationspolitiken i syfte att fastställa en långsiktigt hållbar ordning. Utgångspunkten var att "migrationspolitiken ska vara human, rättssäker och effektiv." I kommittén ingick representanter för samtliga riksdagspartier. De enades inte om ett sammanhållet lagförslag utan presenterade i september 2020 en utredning med ett antal förslag som vart och ett stöddes av en majoritet bestående av olika partier. Det enda parti som stödde samtliga förslag var socialdemokraterna. I oktober 2020 enades regeringspartierna (socialdemokraterna och miljöpartiet) att skicka ut utredningen på remiss. I december presenterade regeringen med stöd av centerpartiet en kompletterande promemoria som bland annat föreslår att barn och vissa vuxna ska kunna beviljas uppehållstillstånd om omständigheterna är särskilt ömmande.

### Ny lag antagen 2021
Efter remissförfararande och bearbetning presenterades det nya lagförslaget i form av lagrådsremiss den 8 april 2021. Lagrådet anger i sitt yttrande att det finns skäl att justera den föreslagna lagtexten på en rad punkter, som framför allt gäller brister i lagtextens tydlighet, brist på överskådlighet, oklarheter och vissa motsägelsefulla skrivningar samt avsaknaden av konsekvent terminologi.
Den 22 juni 2021[ antogs regeringens lagförslag av riksdagen. Detta innebär att stora delar av den tillfälliga lagen har införlivats i den ordinarie utlänningslagen. I förhållande till 2014 års version av utlänningslagen har två viktiga förändringar nu gjorts bestående: tillfälliga uppehållstillstånd är huvudregeln och det ställs högre försörjningskrav för att kunna få återförenas med anhöriga. Förutom av regeringspartierna S och MP fick förslaget stöd av C och V. V deklarerade att de stött förslaget som "det minst dåliga". M, KD och SD röstade tillsammans med L för ett mera restriktivt förslag och lovade att riva upp den nya lagen om de får makten efter nästa val.

### Tidöavtalet 2022 och dess följder
Tidöavtalet träffades hösten 2022 mellan Sverigedemokraterna och de blivande regeringspartierna Moderaterna, Kristdemokraterna och Liberalerna. Avtalet aviserar ett "paradigmskifte" i svensk asylpolitik med bland annat begränsning av anhöriginvandring och av den humanitära skyddsgrunden i asyllagstiftningen. Antalet kvotflyktingar föreslås minskas från 5000 till 900 per år och målet är att  svensk asylpolitik ska utgå ifrån att främst ge tillfälligt skydd till personer från Sveriges närområde. I avtalet sägs att asylrätten ska upprätthållas samtidigt som inte i något avseende ska vara mer generöst i synen på asyl än vad som följer som förpliktelser enligt EU-rätt eller andra juridiskt bindande internationella traktat. Avtalets förslag vad gäller asylfrågor har kritiserats från bland andra Amnesty och Flyktinggruppernas Riksråd.
I januari 2023 presenterade regeringen beslut i vissa av de frågor som föreslagits i Tidöavtalet, bland annat minskningen av antalet kvotflyktingar och uppdrag till Migrationsverket att intensifiera arbetet med att personer som fått asylavslag ska återvända och att analysera möjligheter att öka den frivilliga återvandringen. Regeringen presenterade också en internationell informationskampanj om paradigmskiftet i migrationspolitiken. I november 2023 fattade riksdagen beslut om skärpta villkor för anhöriginvandring och begränsade möjligheter till uppehållstillstånd av humanitära skäl.
Under Tidöregeringens två första arbetsår (oktober 2022 - juni 2024) lade regeringen fram 21 förslag till riksdagen inom politikområdet migration, som innefattar asylfrågor. 12 av dessa förslag blev föremål för votering, och Socialdemokraterna röstade med regeringen i samtliga fall. Det handlar bland annat om skärpta krav för medborgarskap och effektivare verktyg vid inre utlänningskontroll. Centerpartiet röstade mot regeringen i knappt hälften av de frågor där det genomfördes votering. Miljöpartiet och Vänsterpartiet röstade mot regeringen i 92% av dessa voteringar.

## Inkomna och behandlade asylansökningar
2015 ansökte nästan 163 000 personer om asyl i Sverige (förlängningsansökningar ej medräknade). De flesta kom från Syrien (51 000), Afghanistan (42 000) och Irak (21 000). 33 000 personer fick asyl, varav 57 procent från Syrien. 26 000 personer fick avslag. Vid årets slut var drygt 154 000 förstagångsärenden ännu ej avgjorda.
Syriska sökande beviljades generellt asyl om de kunde göra sannolikt att de var syrier och även av sökande från Eritrea fick mer än 90 procent uppehållstillstånd. Afghanska medborgare fick generellt vänta längre på besked och fick oftare avslag på sina ansökningar.

### Sammanställning av dem som sökte asyl 2015
År 2020 gjorde Migrationsverket en sammanställning över alla dem som sökt asyl 2015:
- Antal asylsökande 163 000[23]
- Av dem har 99 000 fått asyl (60 procent)[23]
- Av dem som fick asyl har 60 procent fått permanent uppehållstillstånd, 40 procent har fått tillfälligt uppehållstillstånd[23]
- Av dem som fått asyl är två tredjedelar män och pojkar, en tredjedel kvinnor och flickor.[23]
- Den i särklass största gruppen av dem som fick asyl är syrier (48 procent). 21 procent är afghaner.[23]
- Av de 51 000 syrier som sökte asyl fick 93 procent uppehållstillstånd.[2][23]
- Av de 42 000 afghaner som sökte asyl fick 50 procent uppehållstillstånd.[2][23]

Typen av uppehållstillstånd varierade starkt mellan olika nationaliteter. Av 2015 års syriska asylsökande fick 61 procent permanent uppehållstillstånd och 31 procent tillfälligt uppehållstillstånd. Motsvarande för afghanska medborgare var 27 procent permanenta och 21 procent tillfälliga tillstånd.
Besluten för de 23 000 som registrerats som ensamkommande afghanska barn dröjde länge och 4 000 av dem hade hunnit fylla 18 innan de fick sina beslut. Av dem fick 86 procent avslag och 13 procent tillfälliga uppehållstillstånd från Migrationsverket. För de 10 000 som fått sin ålder uppskriven av Migrationsverket var motsvarande siffror 92 procent avslag och 7 procent tillfälliga uppehållstillstånd. Andelen permanenta uppehållstillstånd var för båda grupperna mindre än 1 procent. Av de 8 600 afghaner som fortfarande sågs som barn vid beslutstillfället fick 75 procent uppehållstillstånd, huvudsakligen (63%) permanenta.

### Omprövningar av tillfälliga uppehållstillstånd
Efter att det 2016 gjorts till regel att nya uppehållstillstånd görs tillfälliga med förlängningsprövning efter 13-36 månader har Migrationsverket handlagt ett stort antal förlängningar. Under åren 2019-2021 avgjordes mellan 20 000 och 29 000 förlängningsärenden per år. För 97 procent av dessa beviljades förlängning.

### Läget 2024 för 2015 års asylsökande
I slutet av 2024 fanns de flesta av 2015 års asylsökande kvar i Sverige. 
- 62 000 hade blivit svenska medborgare.[91]
- 39 000 hade permanenta eller tillfälliga uppehållstillstånd.[91]
- 38 000 personer var registrerade som utresta från Sverige.[91]
- 13 000 personer var registrerade som avvikna, vilket betyder att Migrationsverket inte visste om de var kvar i landet eller inte.[91]

## Jämförelse med andra EU-länder
Som en del av Europeiska unionen omfattas Sverige av den gemensamma asylpolitiken, som bland annat fastställer gemensamma minimiregler för hur mottagandet av asylsökande ska gå till, hur asylansökningar ska prövas och på vilka grunder asyl ska beviljas. Trots detta visade en jämförelse 2019 mellan Sverige, Frankrike, Tyskland och Nederländerna vad gäller migrationsrätt och migrationspraxis på betydande skillnader i både lagstiftning och tillämpning. När det gäller människor som har flytt från Syrien nekade Frankrike uppehållstillstånd till 40 procent av de sökande, Nederländerna 22 procent, Sverige 20 procent och Tyskland 0,2 procent. För personer som sökte asyl från Afghanistan avslog Sverige 54 procent av asylansökningarna jämfört med Tysklands 37 procent och Frankrikes 38 procent.
När det gäller längden på uppehållstillstånden låg både Tyskland och Sverige år 2019 runt EU:s miniminivå, medan Nederländerna hade fem år för både flyktingar och alternativt skyddsbehövande, och Frankrike gav tio år till flyktingar och fyra år till alternativt skyddsbehövande.

## Boende och försörjning
Personer som sökt asyl i Sverige och väntar på svar ska om möjligt försörja sig själva. För att få arbeta måste de dock beviljas AT-UND, alltså undantag från kravet på arbetstillstånd. Detta kräver bland annat godtagbara identitetshandlingar och utesluter därmed många asylsökande från länder som Afghanistan, där endast en minoritet alls har ID-handlingar och vars handlingar normalt inte godkänns.
De som inte har annan försörjning har enligt lagen om mottagande av asylsökande (LMA) rätt till boende och ekonomiskt bistånd under väntetiden. Den som bor på boende där mat ingår har utöver detta rätt till dagersättning på 19-24 kr per vuxen och 12 kr per barn. Den som bor på annat sätt har rätt till dagersättning på 61-71 kr per vuxen och  19-50 kr per barn. Förutom mat ska dagersättningen räcka till kläder och skor, sjukvård och medicin, tandvård, hygienartiklar, andra förbrukningsvaror och fritidsaktiviteter.
Rätten till ersättning upphör när man fått lagakraftvunnet avslag på sin asylansökan. Barnfamiljer har dock rätt att behålla det ekonomiska stödet tills de lämnar Sverige eller av annan ledning skrivs ut ur mottagningssystemet.
De som fick tillfälliga uppehållstillstånd genom Nya gymnasielagen hade rätt till studiestöd enligt gängse regler från Centrala Studiestödsnämnden samt efter behovsprövning gängse stöd från kommunen.

### Mottagandet av ensamkommande barn

#### Åldersbedömning vid ankomsten till Sverige
När personer sökte asyl i Sverige utan identitetshandlingar och uppgav att de var minderåriga gjordes en bedömning huruvida den uppgivna åldern varrimlig, med avsikt att den som var uppenbart vuxen skulle bedömas som sådan och inte ta i anspråk resurser avsedda för barn. Bedömningen gjordes under ett möte med Migrationsverkets tjänstemän. De som ansågs vara barn (under 18 år) blev placerade i kommuner som mot ersättning från staten skulle förse dem med bostad, skolgång, socialsekreterare och god man. De som blev klassade som vuxna skickades till Migrationsverkets boenden för vuxna och fick inget av detta.
Migrationsverket klargjorde att detta förfarande fick tillämpas enbart om det är tydligt för var och en att det rör sig om en vuxen, eller finns bevisning som tveklöst klarlägger sökandens ålder. Rättschefen Fredrik Beijer, född 1963, tog sig själv som exempel på hur stort utrymmet bör vara. Under oktober 2015 var det enligt Migrationsverket 652 personer som sökt asyl som ensamkommande barn men som direkt blivit uppskrivna till vuxen ålder. Migrationsverket har inte lämnat ut siffror på hur många det rörde sig om totalt.
I slutet av 2016 gjorde JO en inspektion på Migrationsverket i Malmö och konstaterade att det i de flesta fall verkade saknas förutsättningar för att utan närmare utredning skriva upp åldern. JO uttryckte i sin rapport stark tveksamhet till hur åldersfrågan hanterats i dessa fall och ifrågasatte om det skett enligt Migrationsverkets riktlinjer. Flera av de handläggare som gjorde sådana bedömningar menar i efterhand att förfarandet var rättsosäkert.

#### Omhändertagande i kommunerna
Samtliga svenska kommuner har avtal med staten om att ta emot ensamkommande barn, men hur många som anvisades till olika kommuner varierade kraftigt. Det största mottagandet per tusen invånare skedde i glesbygdskommuner med liten befolkning som samtidigt hade mottagningscenter. Sorsele, Åsele och Bjurholm tog emot mer än 10 ensamkommande per tusen invånare. Motsvarande siffra för storstäderna är Stockholm 2,4, Göteborg 3,1 och Malmö 1,7.
Det stora antalet barn som anlände och skulle omhändertas under 2015 innebar en stor press på mottagningssystemet. Human Rights Watch konstaterade i juni 2016 att inte alla barn i tillräckligt god tid fick den vård och omsorg som de behövde och enligt svensk lag hade rätt till. Detta gällde bland annat fysiska och mentala hälsokontroller och den vård som dessa kunde ha visat behov av.

##### Skolgång
Enligt regelverket ska asylsökande barn erbjudas plats inom en månad efter ankomsten till Sverige. Många av de barn som kom 2015 fick vänta betydlig längre än så, ibland över ett år.
För att ha rätt att gå i skola måste man påbörja utbildningen innan man är 18 år. Har man börjat gymnasieutbildning har man rätt att fullgöra utbildningen, oavsett ålder. Språkintroduktion räknas som gymnasieutbildning. Trots detta har skolor nekat elever att fortsätta språkintroduktionen då de fyllt 20 år.

##### Boende
Kommunens socialtjänst ansvarar för att ordna boende för den ensamkommande. Boendeformerna kan vara familjehem, jourhem, hem för vård eller boende (HVB) och stödboende för åldersgruppen 16–20 år. I och med att många barn 2015 behövde placeras på kort tid blev en del av dem placerade hos oseriösa aktörer som inte höll måttet, och de blev så småningom omplacerade. I den granskning som gjordes av Human Rights Watch framkom att personalen på gruppboenden ibland saknade erforderlig kompetens och att barn for illa genom olämpliga placeringar och upprepade flyttar. Hösten 2015 fick Inspektionen för vård och omsorg (IVO) in 31 olika Lex Sarah-anmälningar från kommuner som signalerade att de på grund av den kraftiga ökningen av antalet ensamkommande barn inte hade förutsättningar att klara sitt uppdrag och att de hade svårigheter att uppfylla lagens krav på kvalitet, säkerhet och rättssäkerhet för de barn som placeras på HVB eller i familjehem.
Fram till 2017 fick kommunerna statligt stöd för placerade ungdomar tills dessa var 21 år. År 2017 ändrades detta, med följd att de hänvisades till Migrationsverkets boenden när de blev 18 år. Många av dessa boenden låg otillgängligt till med dåliga kollektiva förbindelser och avsaknad av skolbuss. Detta innebar att ungdomarna måste avbryta sin skolgång eller, för att få gå kvar i skolan, stanna kvar i kommunen som hemlösa. Vissa kommuner erbjöd dem fortsatt boende så att de kunde gå kvar i skolan, ibland i samarbete med Stadsmissionen. I andra kommuner engagerade sig civilsamhället för att erbjuda frivilliga familjehem.

##### Gode män
Ensamkommande barn som kommer till Sverige ska få en god man utsedd av överförmyndaren. Gode mannens uppdrag är att vara i vårdnadshavares och förmyndares ställe. Gode mannen har rätt och skyldighet att bestämma i alla frågor som rör barnets angelägenheter, såväl personliga som ekonomiska och rättsliga. Bland dessa uppgifter finns att biträda barnet vid Migrationsverkets utredning och i möten med barnets offentliga biträde. I den offentliga utredningen om mottagandet år 2015 och andra rapporter nämns att ensamkommande barn inte alltid fick en tillräckligt kvalificerad god man och att det kunde ta alltför lång tid. Enligt riktlinjerna ska överförmyndaren utreda gode mannens lämplighet om barnet eller någon annan anmäler att hen missköter sitt uppdrag, men det är inte säkert att barnet får byta en god man som hen inte känner förtroende för. Eftersom gode mannen företräder barnet finns det ingen möjlighet till rättelse i de fall där god man har underlåtit att informera barnet om processens gång eller fattat beslut (t.ex. godkänt handlingar) utan att ta hänsyn till barnets synpunkter.

### Mottagandet av vuxna och barnfamiljer

#### Under asylprocessen
Under asylprocessen har den sökande rätt att bo i något av Migrationsverkets boenden, men kan också välja att bo på annan adress. Migrationsverket ersätter inte bostadskostnader. Sommaren 2020 infördes regeln att asylsökande som bor i ett område med sociala och ekonomiska utmaningar förlorar rätten till dagersättning.
Asylsökande barn har rätt till skolgång men inte skolplikt, och kommunen får statlig ersättning för detta. Vuxna asylsökande har inte rätt till den kommunala vuxenutbildningen i svenska för invandrare (SFI). Frivilligorganisationer erbjuder ofta språkträning och aktiviteter för personer som väntar på besked om asyl.
För att härbärgera de många asylsökande som kom under kort tid hyrde Migrationsverket ett stort antal turistanläggningar och andra boenden runt om i landet. För de företag som hyrde ut anläggningarna var detta ofta en mycket lönsam affär. Kommunerna var inte delaktiga i besluten att etablera flyktingförläggningar eller i diskussionerna om hur många flyktingar som skulle placeras i kommunen. Vissa kommuner såg det ökade antalet invånare som en möjlighet för kommunen men oklarheterna medförde ofta stora problem. Det var kommunernas ansvar att ordna skolgång för barnen, vilket krävde både lokaler och personal. Vissa kommuner anställde också personal för att arbeta direkt med de asylsökande och underlätta kontakter mellan det lokala näringslivet och de asylsökande som hade rätt att arbeta redan under asylprocessen. Civilsamhällets etablerade organisationer utvidgade sin verksamhet och nya grupper och nätverk bildades för att inkludera de nya kommuninvånarna.
När de asylsökande fått sina ärenden avgjorda flyttades de från förläggningarna och behovet av platser minskade. Under första halvåret 2017 stängdes nästan 200 asylboenden och de asylsökande som ännu inte fått besked flyttades till anläggningar i andra delar av landet. Samma process fortsatte under de följande åren. Dessa omflyttningar innebar att de asylsökandes påbörjade samhällsintegration avbröts, barn tvingades byta skola och etableringen på den lokala arbetsmarknaden rann ut i sanden. I vissa fall fick de bara ta med sig en liten del av de ägodelar de fått eller köpt under sin tid i Sverige. Flyttnings- och avvecklingsbesluten togs utan samråd med de berörda kommunerna och möttes ibland av stark kritik både från kommuner vilkas satsningar omintetgjordes och från civilsamhällesorganisationer och volontärer som hade arbetat för att skapa meningsfulla kontakter med de asylsökande.

#### Etablering efter beviljad asyl
Personer som beviljats asyl kallas i myndighetssammanhang för nyanlända oavsett hur länge de har bott i Sverige innan de fick sitt uppehållstillstånd. I massmedia och andra sammanhang används dock ordet nyanländ även för personer som har sökt asyl och väntar på besked.
Efter beviljat uppehållstillstånd blir personen folkbokförd i Sverige och placeras den nyanlände i en kommun, som med full betalning från staten ansvarar för att tillhandahålla en bostad. Oftast placeras man i en annan kommun än där man ha bott under väntetiden, vilket innebär att etablerade kontakter riskerar att brytas. Under en etableringsfas på två år har de nyanlända rätt till statlig etableringsersättning. Från och med 2018 samordnas detta och en rad stödinsatser av Arbetsförmedlingen. Efter dessa två år upphör etableringsersättningen och statens stöd till kommunerna, och om de nyanlända inte själva kan skaffa sig bostad eller försörjning hänvisas de till samhällets sociala skyddsnät på samma villkor som alla andra. Rätten till SFI upphör inte, men det varierar mellan olika utbildningsanordnare hur länge man kan fortsätta. Många utbildar sig sedan inom den kommunala vuxenutbildningen.
Människor som har fått asyl i Sverige har haft mycket skiftande förutsättningar för att kunna etablera sig till ett självständigt liv med de förutsättningar som ges. Många har lyckats väl med att lära sig språket och hur samhället fungerar och har utbildning, jobb och egen bostad redan efter några år. För andra har det varit mycket svårare. Många tyngs av trauman och kan ha förlorat hopp och initiativförmåga under en lång väntan på uppehållstillstånd. När uppehållstillståndet är tillfälligt och ibland så kort som 13 månader finns osäkerheten om det alls kommer att förnyas. En stor andel av de flyktingar som fick uppehållstillstånd i Sverige under 2010-talet var lågutbildade, och bland dem fanns analfabeter och sådana som bara kunde tala sitt eget modersmål. Drygt 40 procent var kvinnor. Många kom från samhällen som var organiserade på helt andra sätt än det moderna Sverige. För en del av de nyanlända var det därmed mycket svårt att efter två års etableringsprogram kunna tillräcklig svenska för att kunna fungera självständigt, att förstå sina rättigheter och skyldigheter och att hitta rätt bland alla myndigheter med olika ansvarsområden. Därmed var det också mycket svårt att få eller ens lyckas söka jobb. I Göteborg genomfördes 2016-20 ett projekt där lågutbildade nyanlända gavs betydligt större utbildnings- och lotsningsinsatser än de vanliga, och det ledde till att de kunde etablera sig på arbetsmarknaden betydligt snabbare än genomsnittet.

## Asylprocessen

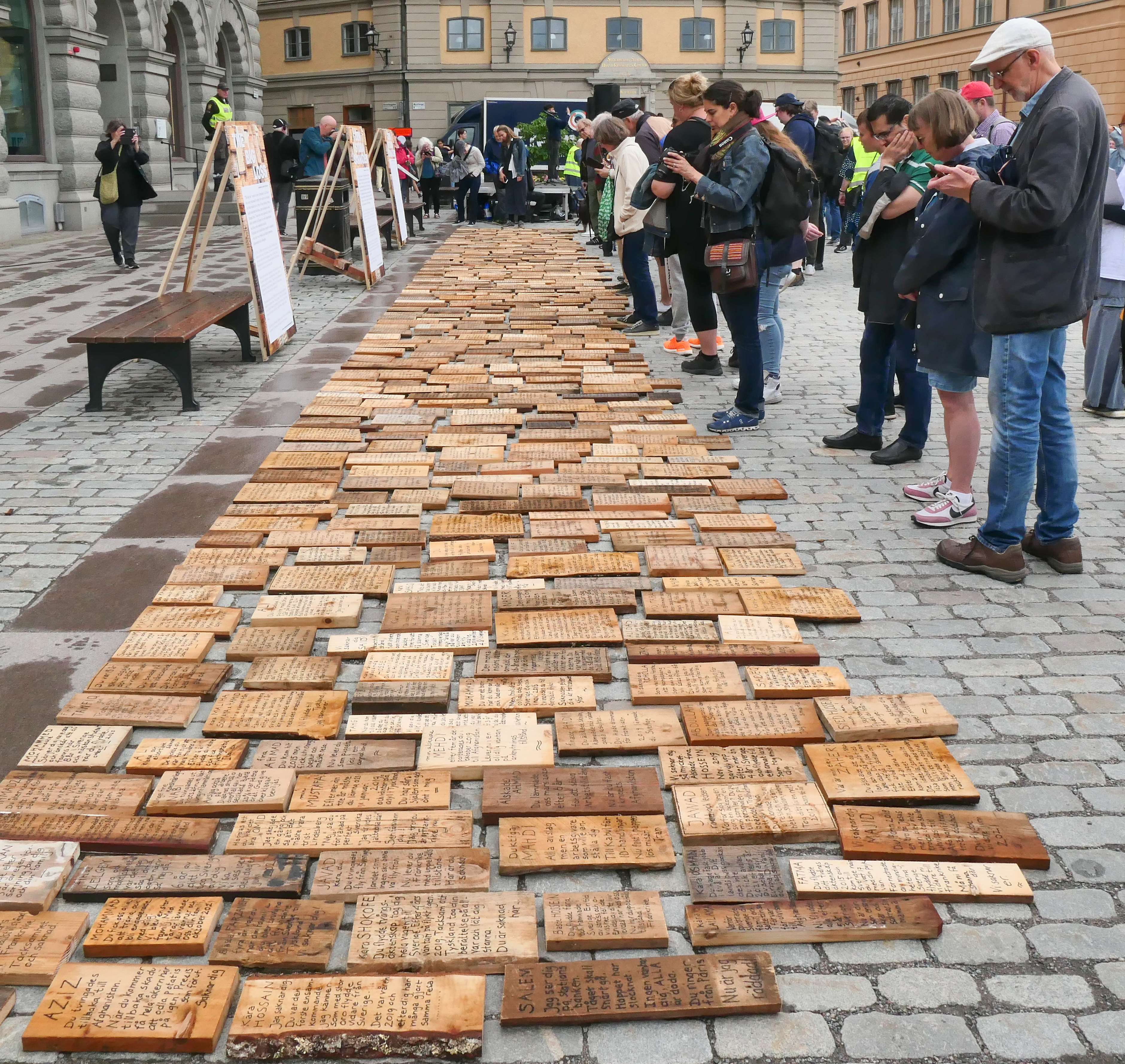
Manifestationen ”Den stora saknaden” på Mynttorget i Stockholm den 20 juni 2022 där konstnären Marit Törnqvist har placerat ut 500 handskrivna brädor för att uppmärksamma alla dem som välkomnades att söka asyl i Sverige men sedan hamnade i en fälla av långa väntetider, rättsosäkra beslut, åldersuppskrivningar och ändrade lagar. Några gick döden till mötes.

Utredningen av en asylsökandes skyddsskäl genomförs av Migrationsverket som fattar beslut om uppehållstillstånd eller utvisning. Sedan 2016 är alla nya uppehållstillstånd tillfälliga, men en längd mellan 13 månader och tre år. Migrationsverket kan också bevilja flyktingstatus, vilket innebär ett starkare skydd än andra skyddsgrunder.  Migrationsverkets beslut kan överklagas till migrationsdomstol. Domen kan sedan överklagas till migrationsöverdomstolen, som ger prövningstillstånd endast om fallet anses vara prejudicerande, något som är mycket ovanligt. Beslut som vunnit laga kraft ska genomföras, även om det senare framkommer att de har fattats med felaktigt underlag eller att Migrationsverket handlagt ärendet på felaktigt sätt.
De flesta politiska partier gör bedömningen att Sveriges asylprövningssystem är rättssäkert. Även Migrationsverkets företrädare har återkommande gjort samma bedömning, och hänvisat till att eventuella misstag i verkets hantering kan rättas efter överprövning i domstol. År 2011 gjorde UNHCR en utvärdering där man konstaterade att det svenska asylsystemet hörde till de mest rättssäkra som fanns, men att det ändå fanns en hel del brister.
Våren 2019 skapades Asylkommissionen som ett gränsöverskridande forskningsprojekt mellan civilsamhälle, forskare och professionella. Syftet var att initiera och dokumentera granskning av lagstiftning, lagtillämpning och rättssäkerhet för människor som sökt asyl i Sverige under perioden 2015-2017.  Projektet var baserat på Linköpings universitet och avslutades i augusti 2022.
Sedan 2015 har rättssäkerheten ifrågasatts av forskare, jurister, kyrkor, flyktingorganisationer och andra organisationer inom civilsamhället. Det har också genomförts ett antal offentliga utredningar och myndighetsgranskningar som rör rättssäkerheten i asylfrågor. Debatten redovisas nedan i samband med beskrivningen av asylprocessens olika aspekter.

### Migrationsverkets asylutredningar

#### Handläggningstider och enhetlighet i verkets arbete
För att klara av det stora antalet asylansökningar ökade Migrationsverket år 2015-2017 sin personal från 5000 till 8000 och hann inte alltid med den erforderliga utbildningen av de nyanställda. Under åren 2017-2019 genomfördes sedan omfattande nedskärningar. Myndighetens anslagsförbrukning mer än halverades, med kraftiga nedskärningar av både personal- och lokalkostnader. Riksrevisionen och JO har  vid flera tillfällen framfört allvarlig kritik mot de långa handläggningstiderna vid Migrationsverket och mot andra bister i verkets arbete.
Jurister och människorättsorganisationer har påpekat att de långa handläggningstiderna innebär stora påfrestningar för de asylsökande. De kan dessutom leda till att de som sökt asyl som barn hinner bli vuxna innan ansökan behandlas och därmed får en strängare bedömning. Ungdomar som sökt uppehållstillstånd genom gymnasielagen har fått avslag trots att de uppfyllde alla krav, eftersom Migrationsverket underlät att hantera deras ärenden innan lagens tidsgränser var passerade.
Såväl utomstående granskare som Migrationsverkets egna rapporter visar på hanteringsbrister som kan ha lett till felaktiga beslut. Det har också uppdagats svårförklarliga skillnader mellan de bedömningar som gjorts vid olika enheter hos Migrationsverket.
I december 2023 fick Statskontoret regeringens uppdrag att göra en översyn av asylprocessen, i syfte att stärka kvalitet, enhetlighet och rättssäkerhet i Migrationsverkets bedömningar av asylärenden. Översynen skulle omfatta ärenden som avser konvertiter och hbtqi-personer, men även andra asylärenden. Statskontorets rapport publicerades i oktober 2024. Statskontorets samlade analys visar flera tydliga tecken på att Migrationsverket har svårt att upprätthålla enhetligheten och rättssäkerheten i asylprövningen. Det finns stora och svårförklarliga  skillnader mellan regioner när det gäller bifall och avslag samt utfall i migrationsdomstol. Migrationsverkets interna styrning, kontroll och uppföljning är svag, och myndigheten följer inte upp den rättsliga kvaliteten inom asylprövningen på ett systematiskt sätt. Rapporten konstaterar att generaldirektören saknar tillräckligt underlag för att ta sitt ansvar för den rättsliga kvaliteten. Den hänvisar också till att såväl externa organisationers som Migrationsverkets egna rapporter visar att det finns brister i den rättsliga kvaliteten i Migrationsverkets bedömningar av asylärenden, särskilt i så kallade hbtqi- och konvertitärenden. Statskontorets rapport presenterades och diskuterades vid ett riksdagsseminarium, arrangerat av Miljöpartiet tillsammans med de ideella organisationerna FARR, RFSL och CRD. Representanterna från Migrationsverkets rättsavdelning välkomnade rapporten och bekräftade att nuvarande modell för uppföljning av asylärenden inte ger ledningen tillräckligt underlag för att säkerställa hög rättslig kvalitet. Representanterna för Institutet för mänskliga rättigheter och UNHCR påpekade bland annat vikten av att Migrationsverket får tillräckliga resurser för att fullgöra sitt uppdrag på ett rättssäkert sätt.

#### Rättssäker bedömning av asylansökningar
FN-organet UNHCR har formulerat regler för förfarandet och kriterierna vid fastställande av asylsökandes rättsliga ställning. Bland annat sägs (punkt 196) att "medan bevisbördan i princip ligger på den sökande, delas skyldigheten att ta reda på och värdera alla relevanta fakta mellan den sökande och utredaren. I vissa fall måste utredaren utnyttja alla till buds stående medel för att få fram erforderlig bevisning till stöd för den sökande. En sådan självständig utredning röner dock inte alltid framgång, och det kan även finnas påståenden som inte låter sig bevisas. Om den sökandes redogörelse förefaller trovärdig och det inte finns goda skäl att anta det motsatta bör den sökande i sådana fall ges en fördel av det uppkomna tvivelsmålet". I Migrationsverkets beskrivning av sitt uppdrag sägs: "Varje ansökan ska prövas individuellt, rättssäkert och utifrån en tydlig och gemensam process" Till stöd för Migrationsverkets arbete med muntliga utsagor utarbetade forskare vid Göteborgs universitet år  2017 ett vetenskapligt baserat beslutsstöd för migrationsärenden.
Den viktigaste delen av Migrationsverkets utredning är en handläggares intervju med den asylsökande. FN-organet UNHCR har formulerat regler för hur intervjuer ska ge möjligheten för den svarande att förstå vilken information som är relevant för hens ärende och EU:s asylprocedurdirektiv formulerar liknande regler. Efter flyktingkrisen 2015 har en rad jurister och civilsamhällesorganisationer ifrågasatt i vilken mån Migrationsverket följer UNHCR:s och sina egna riktlinjer.
Bedömningen av den asylsökandes trovärdighet är avgörande, men presenteras ofta med standardformuleringar och förefaller ofta vara gjord på subjektiva grunder. Asylrättsadvokater påpekar att bedömningen av trovärdigheten ofta bygger på den sökandes intellektuella och verbala förmåga att beskriva sin situation, vilket missgynnar personer som har låg utbildning, har svårt att tala om sina traumatiska upplevelser eller inte motsvarar intervjuarens förutfattade uppfattningar.
Migrationsverkets beslut ska förutom intervjun ta hänsyn till kompletterande skriftlig bevisning. En del av denna bevisning utgörs av landinformation, som dock ofta kan vara föråldrad. Svenska läkarintyg om troliga tortyrskador bör enligt Migrationsverkets rättsliga ställningstagande ge rätt till ytterligare utredning på statens bekostnad, men undantag görs om den sökandes berättelse inte bedöms som trovärdig. När det gäller hotbrev och andra dokument från hemlandet finns en generell svårighet för till exempel Afghanistan, som är ett av världens mest korrupta länder.

#### Det offentliga biträdet
I juli 2022 tillsatte regeringen en utredare med uppdrag att titta på frågor som rör offentliga biträden, med ett särskilt fokus på migrationsprocessen. I november 2024 presenterade regeringen en lagrådsremiss om skärpta krav på offentliga biträden. Nedanstående utgår från de regler och den praxis som gällde under 2015–2024.
Det offentliga biträde som ska tillgodose den asylsökandes juridiska rättigheter utses  av Migrationsverket och får arvode från statliga medel. Hen ska ha juridisk kompetens och, för underåriga, erfarenhet av barnärenden. Migrationsverket har att kontrollera att biträdena  ”är lämpliga för uppdraget” och ger de asylsökande ”bästa möjliga rättsliga bistånd”.  Sedan juni 2017 finns dock inget krav på att ombudet ska vara advokat.  Den som är förordnad som ombud har möjlighet att i sin tur lämna över ärendet till en annan person. Fram till 2020 hade Migrationsverket inte rätt att föra register över offentliga biträden som har misskött sina uppdrag och saknade övergripande system för att ha koll på de biträden som inte är seriösa, som slarvar, eller som inte är lämpliga I maj 2020 meddelade Migrationsverket att man skärper kraven på att ombud ska bevisa juridisk kunskap och förtydligar för handläggarna att de måste göra en lämplighetskontroll av ombuden. I juni 2022 presenterade Riksrevisionen en granskning av hur Migrationsverket, Polismyndigheten och migrationsdomstolarna förordnar offentliga biträden i migrationsärenden och hur deras lämplighet kontrolleras. Granskningen visade att det i huvudsak fungerar bra men att det finns undantag där de biträden som tillsätts är olämpliga för uppdraget. Bristerna beror bland annat på att det saknas tydligt regelverk för sammanställning av uppgifter om biträden.
Innan biträdet är utsett kan den asylsökande föreslå vem det ska vara, men det är Migrationsverket som fattar beslutet om vem som förordnas. Det finns mycket små möjligheter för klienten att få byta offentligt biträde. Nätverket Vi står inte ut och asylrättsjurister har framfört kritik mot att ombuden inte är tillräckligt insatta i sina klienters ärenden och att de inte tillräckligt förklarar för de asylsökande hur själva processen går till och förbereder dem för intervjun. Det finns exempel på att ombudets inlagor och överklaganden inte tar upp de asylskäl som klienten vill föra fram, eller att den information de förmedlar är felaktig. Det har också förekommit att ombud inte går att få ta på, att de missar att informera sin klient om avslag eller inte lämnar in överklagan och andra handlingar i tid. När ett utvisningsbeslut har vunnit laga kraft finns inga möjligheter för den asylsökande att få rättelse, även om det beror på att deras offentliga biträde har gjort fel.
I en artikel i Juridisk publikation 2019 argumenterar universitetslektor Sebastian Wejedal för att behörigheten att förordna offentliga biträden i migrationsprocesser flyttas från Migrationsverket till migrationsdomstol, på motsvarande sätt som i straffrättsliga processer.

#### Tolken
I november 2024 presenterade regeringen en lagrådsremiss om höjda kompetenskrav på tolkar.  Nedanstående utgår från de regler och den praxis som gällde under 2015–2024.
Vid asylutredningar bör det enligt Migrationsverkets riktlinjer användas auktoriserad tolk eller grundutbildad tolk, men det är upp till handläggaren själv att göra avvägningen beroende på det enskilda fallet. I april 2018 visade Kammarkollegiet att mer än hälften av intervjuerna genomfördes med icke auktoriserade tolkar. Enligt Migrationsverket berodde det på att det inte finns tillräckligt många auktoriserade tolkar på de aktuella språken, men när Kammarkollegiet granskade myndigheternas egna dokument fann man att de ofta uttryckligen efterfrågade icke-auktoriserade tolkar. Auktoriserade tolkar har ibland uttrycket en ovilja att arbeta för Migrationsverket på grund av dåliga arbetsvillkor och en upplevelse att processen inte är rättssäker.
Tolkningen av den asylsökandes berättelse har stor betydelse, både vad gäller förmedlingen av sakuppgifter och för helhetsbedömningen av den asylsökande. Rena missförstånd kan rättas till i efterhand men om själva intervjusituationen inte är bra kan det påverka intrycket av den asylsökandes trovärdighet. Det råder brist på tolkar på vissa språk, bland annat det afghanska språket dari, varför man ibland anlitat tolkar med närliggande språk. Det kan leda till att tolk och sökande inte förstår varandra ordentligt. Det har rapporterats om tolkar som inte kan eller vill göra korrekt tolkning av exempelvis religiös terminologi. Även tolkens person kan vara avgörande för intervjun. En asylsökande som har lämnat sin religion kan ha svårt att berätta om detta inför en tolk som tydligt visar tillhörighet till denna religion. En kvinna som utsatts för eller riskerar sexuella övergrepp kan ha svårt att berätta om detta för en man.

#### Falska asylberättelser
Sveriges Radio rapporterade 2017 om  handel på sociala medier med falska berättelser där asylsökande iranier kan köpa sig en bakgrund som regimkritiker och få ett paket med berättelser, visum och andra handlingar skräddarsydda för olika länder som Sverige, Storbritannien eller Tyskland.

### Migrationsdomstolarna
2006 infördes en ny instans- och processordning i migrationsärenden. Tidigare kunde Migrationsverkets beslut överklagas till Utlänningsnämnden, men 2006 flyttades ansvaret för överklagade beslut till de nyinrättade migrationsdomstolarna, där domen fälls av en juridiskt utbildad domare och tre nämndemän utan specialkompetens, tillsatta via de politiska partierna. Samtidigt infördes även möjligheten att överklaga till Migrationsöverdomstolen.
Landets fyra migrationsdomstolar finns i Malmö, Göteborg, Stockholm och Luleå, där domstolen i Stockholm tar hand om de absolut flesta målen. Under åren 2015-2020 hanterade migrationsdomstolarna totalt cirka 63 000 asylmål. När det gäller förstagångsärenden under perioden 2020–2023 gjorde domstolarna samma bedömning som Migrationsverket i nära nio fall av tio. I drygt 6 procent av ärendena ändrade domstolen myndighetens beslut och i knappt 6 procent av ärendena skickade de tillbaka det till Migrationsverket. Det finns stora och svårförklarliga skillnader mellan de olika domstolarna och andelen ändrade beslut varierade år 2015 mellan 7 och 14 procent.
Migrationsöverdomstolen tar bara upp ett fåtal fall per år. Jurister har påpekat att detta innebär att Migrationsverkets beslut i praktiken bara överprövas i en instans och att Migrationsöverdomstolen borde pröva många flera ärenden för att ge prejudikat som styr de lägre domstolarnas arbete och beslut.
Domstolsverket, Migrationsverket och domstolsanställdas fackföreningar har påpekat att brist på anslag till domstolarna gör det mycket svårt att hantera det stora antalet ärenden på ett snabbt och rättssäkert sätt. Riksrevisionen påpekade 2022 att tiden för väntan på dom varierar kraftigt mellan Sveriges fyra migrationsdomstolar. Sedan 2013 är det endast Migrationsdomstolen i Stockholm som, under enstaka år, har varit i närheten av att nå regeringens mål att avgöra 90 procent av asylmålen inom fyra månader.
Rättssäkerheten i migrationsdomstolarna har återkommande ifrågasatts av jurister. Statsvetaren Livia Johannesson har 2017 granskat den nya processordningen och menar att den inte har medfört ökad rättssäkerhet. Även om alla kan överklaga så är det bara en liten del som får presentera sin sak muntligt i domstolen. Målen avgörs i stället med endast skriftlig bevisning. Därmed försvinner mycket av det i lagens förarbeten angavs som motiv för möjligheten att överklaga till domstol, det att den sökande skulle få komma till tals med egna ord. Även när förhandlingen är muntlig är det ofta så att den svarande inte får berätta fritt, utan i stället uppmanas att fatta sig kort och svara på frågorna. Migrationsverkets representant har en dubbelroll. Å ena sidan är hen den sökandes motpart, som har att försvara Migrationsverkets avslagsbeslut. Å andra sidan fungerar hen som specialist på riskerna i den sökandes hemland. Detta innebär en risk för rättsosäkra domar.
En studie från Uppsala universitet (2015) visar att nämndemännens politiska tillhörighet påverkar deras beslut i domstolen, vilket innebär att den asylsökande riskerar att inte få en opartisk prövning. Överklaganden tenderade att oftare godkännas med nämndemän från Vänsterpartiet, Kristdemokraterna och Miljöpartiet och oftare avvisas med nämndemän ifrån Sverigedemokraterna. Samma sak visas i en undersökning av domstolars bedömning av asylsökande barn 2018-2019. Frikyrkoförbundens utredning från våren 2019 visar att 93 procent av nämndemän från Sverigedemokraterna avstyrkte asyl för personer som åberopade konvertering till kristendomen, medan motsvarande siffra för nämndemän från Vänsterpartiet var 15 procent.
Utöver den kritik som rör migrationsdomstolarnas lagstadgade och regelstyrda funktionssätt har det påpekats andra missförhållanden. Nämndemän och juristdomare har berättat att nämndemännen vid skriftlig förhandling ofta inte får hela beslutsunderlaget utan bara Migrationsverkets sammanfattning med tillhörande beslutsförslag. Offentliga biträden som har stoppats av Migrationsverket på grund av olämplighet kan ändå företräda klienter i domstolarna på grund av bristande kommunikation mellan myndigheterna.

### Barn och unga i asylprocessen
Barnkonventionen ratificerades  av Sverige redan 1990 och sedan 2020 är den svensk lag med samma status som andra svenska lagar. Det innebär att en myndighet som har med barn att göra måste beakta barnets bästa. Barnkonventionens krav på barnets bästa måste dock vägas mot Sveriges upprätthållande av den reglerade invandringen. De beslut som fattas av Migrationsverket behöver därför inte vara det som anses bäst för barnet.
Enligt barnkonventionen och Migrationsverkets egen handbok kan barn ha egna skäl till uppehållstillstånd. Skäl som ibland kan vara starkare än deras föräldrars, och därför ska barns asylskäl prövas särskilt, oavsett om de kommit ensamma eller med sin familj. Detta har återkommande påpekats av Rädda Barnen, och Migrationsverket erkände i november 2017 att de inte alltid var så bra på att följa sina egna riktlinjer vad gäller att prata med barn.
EU:s asylprocedurdirektiv formulerar bland annat att intervjuer med underåriga ska ske på ett barntillvänt sätt (artikel 14-16). Enligt en mängd vittnesmål, som samlats och presenterats av nätverket Vi står inte ut, följs inte dessa regler när det gäller unga ensamkommande asylsökande: "Det framkommer att i många fall har större delen av intervjutiden gått åt till handläggarens försök att belägga sökanden med lögn om sin ålder. Konsekvensen av detta är att asylskäl som bygger på hot om våld, klanhämnd, tortyr, sexuell läggning, apostasi, konvertering inte har utretts på grund av tidsbrist eller avsaknad av kompetens."
Frågan behandlas också i en doktorsavhandling (2016) av Daniel Hedlund. Han konstaterar att de flesta asylärenden om barn behandlas ungefär likadant, utan individuella prövningar och med standardformuleringar om trovärdighet, oavsett om ansökan avslås eller beviljas. Barnens berättelser ifrågasätts konsekvent så att till och med humanitära aspekter förminskas och uppgifter om barns politiska engagemang ses som överdrivna. Enligt ett rättsligt ställningstagande från Migrationsverket kan barn berättelser om händelser i tidig ålder avfärdas eftersom det som barnet fått veta från sina föräldrar eller andra vuxna anses återge andrahandskällor.
För att utvisningar av ensamkommande barn ska kunna verkställas krävs att det finns ett ordnat mottagande i hemlandet. Samma regel finns i alla de varianter av utlänningslagen som har gällt sedan 2015, men tillämpningen har varierat och praxis ändrats flera gånger. Fram till april 2016 fick de allra flesta ensamkommande barn därför permanent uppehållstillstånd med hänsyn till ömmande omständigheter. Den tillfälliga lag som antogs sommaren 2016 tog bort möjligheten att ge permanent uppehållstillstånd, men gjorde ett undantag för  barn som sökt asyl före 24 november 2015. Under de kommande åren gjorde Migrationsverket ett antal ändringar i sin praxis, vilket i praktiken gjorde det mycket svårt för barn att få dessa permanenta uppehållstillstånd. I stället gavs de tillfälliga uppehållstillstånd som riskerade att inte förnyas när de blev vuxna, eller fick utvisningsbeslut som inte skulle kunna verkställas förrän efter 18-årsdagen.
Samtidigt som den första gymnasielagen trädde i kraft sommaren 2017, med intentionen att de flesta minderåriga skulle få möjlighet att stanna, började Migrationsverket skriva upp åldern på ungdomarna så att de inte längre omfattades av lagen.
I oktober 2020 anmäldes Sverige till FN av bland andra människorättsjuristen Parul Sharma. Anmälan gällde ”grova och systematiska kräkningar” av en lång rad mänskliga rättigheter i samband med asylprövningen av ensamkommande barn och ungdomar. Det handlar bland annat om brott mot asylrätten, rättssäkerhetsfrågor, brott mot garantin för en rättvis process, brott mot barnkonventionen och extrema väntetider.
Justitiekanslern (JK) riktade i februari 2020 kritik mot Migrationsverket för handläggningen av två afghanska bröders asylärenden sommaren 2017. Ingen av bröderna ansågs av Migrationsverket ha asylskäl och den äldre brodern, som var 18 år och svårt synskadad, bedömdes kunna fungera som "manligt nätverk" i Afghanistan för den yngre, som fortfarande var minderårig. Efter att den äldre brodern tagit sitt liv beviljades den yngre uppehållstillstånd i Sverige. Fallet togs senare upp av Europadomstolen för mänskliga rättigheter. En oenig rätt firade Sverige från ansvar för den äldre broderns död medan tre av dess sju ledamöter ansåg att myndigheterna inte vidtagit tillräckliga åtgärder för att bedöma risken för självmord.
Barn som fått tillfälliga uppehållstillstånd som del i en familj bedöms efter 18-årsdagen som vuxna och riskerar då att utvisas om deras personliga skyddsskäl inte anses tillräckligt starka.

#### Åldersbedömningar av ensamkommande barn
Frågan om en ensamkommande ung asylsökande har hunnit fylla 18 år eller ej kan vara helt avgörande i hens asylärende. Den ålder som beaktas är den som anses gälla vid beslutstillfället, oavsett hur gammal personen var när hen sökte asyl. Enligt svensk lagstiftning och praxis är det barnet som har bevisbördan för sin identitet, och i identiteten ingår åldern. Om barnet saknar identitetshandlingar eller om de handlingar som finns bedöms vara otillförlitliga ska Migrationsverket göra en samlad bedömning av barnets berättelse och all annan bevisning som lämnats in, för att avgöra om barnets egen uppgift om sin ålder var sannolik. Om den samlade bedömningen inte är att personen sannolikt är under 18 år, skrivs åldern upp och personen får ett nytt födelsedatum. Detta innebär inte att Migrationsverket gör en exakt bedömning av hens ålder, utan bedömningen avser endast om hen är över eller under 18 år vid beslutstillfället.
Fram till i början av 2017 gjordes inga medicinska åldersbedömningar. Migrationsverket angav i början av 2017 man i tveksamma fall ska utgå ifrån att sökande är underårig förutsatt att sökande gjort ett ärligt försök att klargöra sin ålder. Det ska alltså landa till sökandes fördel om det står och väger. Nätverket Vi står inte ut och Flyktinggruppernas Riksråd har dock presenterat vittnesmål från asylsökande unga och deras gode män som visar på motsatsen. Åldern har mycket ofta skrivits upp från den som den unge angivit, utan att detta har motiverats på annat sätt än genom frånvaron av, eller underkännandet av dokument. Flera fall av sådana åldersuppskrivningar har JO-anmälts men inte lett till någon åtgärd från JO.
I maj 2016 gav regeringen Rättsmedicinalverket (RMV) i uppdrag att börja genomföra medicinska åldersbedömningar på ett rättssäkert sätt. Syftet var i första hand att vuxna asylsökande inte skulle bedömas som minderåriga. Från våren 2017 började man göra använda en nyskapad metod som bygger på en sammantagen bedömning av röntgenundersökning av visdomständer och MR-undersökning av lårbenets nedre del och utförs av anonyma läkare och tandläkare. När metoden började användas våren 2017 visade det sig att merparten av de undersökta bedömdes vara över 18 år. Detta väckte uppmärksamhet, då vissa av de åldersuppskrivna uppenbart var under 18 år. Metoden kritiserades bland annat i en artikelserie i Svenska Dagbladet och av rättsläkare, professorer i rättsmedicin och andra läkare. Den kritiserades också av Europarådets kommissionär för mänskliga rättigheter  och av Civil Rights Defenders. Rättsmedicinalverket försvarade metoden och ansåg att man kommunicerat metodens osäkerhet till Migrationsverket.
Under 2017 och 2018 genomfördes medicinska åldersbestämningar av nästan 11 000 ensamkommande asylsökande. Alla utan 500 var pojkar. Merparten skrevs upp i ålder till minst 18 år. Migrationsverket byggde sina beslut helt på utlåtandet från RMV. Övrig bevisning, från hemlandet liksom från Sverige, lämnades utan avseende. Någon sammanvägd bedömning gjordes som regel inte. Domstolarna fastställde nästan alltid Migrationsverkets beslut om ålder.
Åldersuppskrivningarna innebar att de sökande antogs ha ljugit om sin ålder, och detta påverkade den allmänna bedömningen av deras trovärdighet. Av dem som vid asylansökan (1 januari 2015–19 juli 2016) registrerats som ensamkommande afghanska barn och sedan skrivits upp i ålder fick 92 procent avslag på asylansökan hos Migrationsverket. Av dem som innan beslut hunnit fylla 18 av egen kraft var motsvarande siffra 86%.
I december 2018 föreslog Svenska Läkaresällskapet och Statens medicinsk-etiska råd (SMER) en oberoende granskning av de medicinska åldersbedömningarna och fick stöd av Svensak barnläkarföreningen och Asylrättscentrum. I det s.k. januariavtalet 2019 mellan regeringen (Socialdemokraterna och Miljöpartiet) och Centerpartiet och Liberalerna kom man överens om att tillsätta en oberoende utredning. I oktober 2019 KU-anmäldes justitieminister Morgan Johansson för att utredningen ännu ej tillsatts.  I juni 2020 tillsattes en kommitté med chefsrådman Maria Eika som särskild utredare. Det första delbetänkandet kom hösten 2021. Där konstaterades att det vetenskapliga underlaget för metoden var alltför svagt. Kommittén ansåg dessutom att det vetenskapliga underlaget skulle ha tagits fram innan metoden började användas, och att de utlåtanden som ges om de undersökta personernas ålder är oklart formulerade.
I december 2022 fattade regeringen Kristersson beslutet att lägga ned utredningen, vilket mött kritik från jurister och läkare.  Medicinska åldersbedömningar med den ifrågasatta metoden tillämpades fortfarande i januari 2025.

### Religions- och hedersproblematik

#### Bedömning av personer som åberopar kristendom eller ateism som asylskäl
Enligt svensk lag och internationella konventioner ska man få asyl som flykting om man har välgrundade skäl att vara rädd för förföljelse i hemlandet på grund av sin religiösa uppfattning. Varje persons ansökan ska prövas individuellt. Den kristna missionsorganisationen Open Doors listar varje år de länder där förföljelsen mot kristna är som värst. 2019 toppades listan av Nordkorea, Afghanistan, Somalia, Libyen och Pakistan.
I januari 2019 skrev Migrationsverkets rättschef Fredrik Beijer att "om en person är konvertit eller ej ligger i betraktarens öga"  och att inga genuina konvertiter utvisas till Afghanistan, där det är olagligt att lämna islam.
Pingströrelsen, Equmeniakyrkan, Evangeliska Frikyrkan, Alliansmissionen och Adventistsamfundet presenterade i mars 2019 Konvertitutredningen som omfattade 619 personer som konverterat till kristendom och åberopat detta som asylskäl. Man konstaterar att Migrationsverket i 68 procent av fallen hade bedömt asylsökandes konvertering till kristendom från en tidigare religion som icke genuin, trots dokument från den nya församlingen. Rapporten bedömer att Migrationsverkets hantering av konvertitärenden är rättsosäker. Detta tillbakavisades av Migrationsverket som enligt sin rättschef Fredrik Beijer ansökt hos regeringen om att få föra statistik över konvertitärenden, men nekats med hänvisning till religionsfriheten. Regeringen gav Migrationsverket uppdraget att utreda den egna hanteringen av konvertitärenden. Denna utredning bekräftade Konvertitutredningens uppgifter om stora regionala variationer i myndighetens bedömning, mellan 18 procent och 33 procent bifall. Den visade också att efter överklagan har migrationsdomstolarna ändrat Migrationsverkets beslut i betydligt större omfattning i de regioner där andelen bifall var låg. Migrationsverket konstaterade att det fanns brister i myndighetens bedömning av dessa ärenden och att det saknades kunskap om orsaken till bristerna. Som åtgärd genomfördes vissa utbildningsinsatser och man tog fram ett rättsligt ställningstagande med en metod för prövningen av ärenden där religiös uppfattning åberopas som asylskäl. I en uppföljande rapport  2021 konstaterade Konvertitutredningens författare att ingen förbättring skett sedan 2019 vad gäller hanteringen av konvertiters asylärenden och att Sverige bryter mot UNHCR:s riktlinjer.
Sverige har flera gånger fått kritik av FN:s kommitté för mänskliga rättigheter som har stoppat utvisningar av kristna konvertiter och ateister till Afghanistan. I januari 2020 skrev kommittén att det är obestritt att individer som avsagt sig sin muslimska tro eller konverterat under asylprocessen löper en verklig risk för förföljelse och dödsstraff i Afghanistan.
På uppdrag av regeringen presenterade Statskontoret i oktober 2024 en översyn av asylprocessen vid Migrationsverket, med uttryckligt fokus på bland annat konvertiter. Där konstateras att det finns brister i den rättsliga kvaliteten i Migrationsverkets bedömningar av konvertiters asylärenden. Vid ett efterföljande riksdagsseminarium bekräftades Statskontorets slutsatser och konkretiserades med exempel på hanteringen av kristna och ateister.

#### Bedömning av personer som åberopar sexuell läggning som asylskäl
En person har rätt att få skydd i Sverige om hen känner välgrundad fruktan för förföljelse på grund av sin sexuella läggning, sitt kön eller sitt könsuttryck. Ett antal rapporter pekar på att det är svårt att bli bedömd som trovärdig när man söker asyl på grund av sin sexualitet och att bedömningen är godtycklig och påverkas av i vilken grad man motsvarar förutfattade meningar om hur en homosexuell person beter sig. Sedan den tillfälliga lagen infördes 2016 har det blivit svårare för hbtq-personer att få asyl. Migrationsverket har gjort egna kvalitetsuppföljningar av hbtq-ärenden som visat att en tredjedel av besluten är av bristande kvalitet.
År 2016 skrev sex socialdemokratiska riksdagsledamöter en motion där man anser att Migrationsverket har en obefintlig uppföljning och kvalitetssäkring av sina ärenden. Motionärerna krävde att regeringen skulle initiera en särskild utvärdering av hur hbt-personers asylmöjligheter påverkats av process- och instansordningen för asylärenden. Motionen avslogs. Rådman Lars I Magnusson angav 2019 att Migrationsdomstolen i Göteborg tar in speciell hbtq-expertis i asylärenden som rör sexuell identitet. och Annika Dahlqvist som arbetar med hbtq-frågor på Migrationsverket sade 2019 att verket aktivt utbildar sin personal i att hantera sådan frågor på ett bättre sätt.
2020 presenterade RFSL en rättsutredning som visade att den rätt till objektiv bedömning och individuell prövning som framgår av EU:s skyddsgrunds- och asylprocedusrdirektiv inte uppfylls i hbtqi-ärenden. En uppföljande utredning presenterade 2023 visade att problemen kvarstod med brott mot både dessa och ett antal andra krav på rättssäker behandling.
På uppdrag av regeringen presenterade Statskontoret i oktober 2024 en översyn av asylprocessen vid Migrationsverket, med uttryckligt fokus på bland annat hbtqi-personer. Där konstateras att det finns brister i den rättsliga kvaliteten i Migrationsverkets bedömningar av hbtqi-personers asylärenden. Vid ett efterföljande riksdagsseminarium bekräftades Statskontorets slutsatser och konkretiserades med exempel.

#### Bedömning av personer som åberopar risk för hedersvåld eller tvångsäktenskap
Migrationsverkets temarapporter och rättsliga ställningstaganden gällande Syrien och Afghanistan pekar på mycket hög förekomst av tvångsäktenskap och hedersvåld och stor rättsosäkerhet när det gäller det som kan karakteriseras som moralbrott. För Afghanistan sägs att verket i bedömningen av skyddsbehov ska ta särskild hänsyn till kvinnors utsatta situation med bland annat tvångsäktenskap. Migrationsverkets statistik visar att under 2018 fick 53 procent av asylsökande afghanska kvinnor avslag på sina ansökningar. Motsvarande siffra för män var 72 procent. Sexton månader efter talibanernas maktövertagande i Afghanistan fattade Migrationsverket beslutet att inga kvinnor eller flickor ska utvisas till Afghanistan och att de kvinnor som redan fått utvisningsbeslut skulle få dessa omprövade, betraktas som flyktingar och få uppehållstillstånd.
Massmedia och civilsamhället har rapporterat om ett antal fall där kvinnor fått utvisningsbeslut efter att inte ha blivit trodda när de berättade om hedersvåld och tvångsäktenskap i hemlandet. Unga kvinnor utan familj i landet har fått utvisningsbeslut, trots att Migrationsverkets ställningstaganden innebär att manligt nätverk krävs för att garantera kvinnors säkerhet. Somaliska flickor som könsstympats i hemlandet, flytt för att slippa bli bortgifta och fått öppningsoperation i Sverige har bedömts som inte trovärdiga och fått utvisningsbeslut med kommentaren att ingen behöver veta vilka operationer de genomgått.

## Förvar och genomförande av utvisningar
Enligt EU:s återvändandedirektiv ska Sverige och andra medlemsstater se till att personer från länder utanför EU som vistas olagligt här lämnar landet. Detta ska helst ske på frivillig väg, men de ansvariga myndigheterna Migrationsverket, Polisen och Kriminalvården kan också använda tvångsmedel om det behövs. En stor andel som fick avslag på sin asylansökan återvände inte frivilligt under perioden 1999-2018. Politiskt är det uttalat att återvändande är prioriterat, men diskrepansen är stor mellan det uttalade målet och utfallet. 47 000 av dem som sökte asyl år 2015 fick avslag på sina ansökningar. I oktober 2020 kunde Migrationsverket inte svara på hur många av dessa som lämnat Sverige. 9 000 av dem var fortfarande inskrivna hos Migrationsverket, bland annat för att de sökt asyl på nytt. 13 000 var bosatta i landets kommuner utan att ha uppehållstillstånd, och 14 000 hade gått under jord och försvunnit.
När ett utvisningsbeslut efter eventuell överklagan vunnit laga kraft kallas personen till återvändarsamtal på Migrationsverket för att planera resan till det land man ska utvisas till. De flesta som får avslag förlorar dagersättning, och barnfamiljer får minskade bidrag. Om man inte följer Migrationsverkets instruktioner kan Migrationsverket ta beslut om uppsikt, alltså att man ska anmäla sig hos myndigheten vid bestämda tillfällen. Man kan också tas i förvar som man inte får lämna. En person får hållas i förvar i högst 12 månader. Så småningom överlämnas ärendet till polisen som ansvarar för att personen utvisas.
Den som är förvarstagen kan överföras till häkte, vilket kritiserats av Kriminalvården i en skrivelse till JO. I februari 2019 var totalt 74 förvarstagna personer placerade i häkte. Av dem var 41 dömda till utvisning på grund av att de begått brott. 33 var placerade där istället för på Migrationsverkets förvar på grund av deras egen eller andras säkerhet. Tio var afghanska medborgare som var 21 år eller yngre.
I juni 2023 fick Migrationsverket regeringenss uppdrag att inrätta återvändarecenter för personer som fått avslag på sin asylansökan och i oktober 2023 öppnade fem sådana center. I november 2024 presenterades en statlig utredning med förslag på åtgärder för att stärka återvändandeverksamheten. Utredningen föreslog flera åtgärder i syfte att förbättra förutsättningarna att bedriva ett effektivt återvändandearbete och att stärka arbetet med inre utlänningskontroller.

## Samarbete med andra länder

### CEAS – Common European Asylum System
Det EU-gemensamma asylsystemet omfattar bland annat Dublinförordningen, som reglerar i vilket land en person ska söka asyl, och Eurodac, som är en databas där alla asylsökandes fingeravtryck förvaras.

### Marockos fingeravtrycksdatabas
År 2017 inleddes ett samarbete mellan Sverige och Marocko kring identifiering av marockaner som fått avslag på asylansökningar i Sverige, Med hjälp av Marockos fingeravtrycksregister kunde personer från Marocko identifieras och Marocko kunde acceptera att de skickades till Marocko. Genom fingeravtrycken kunde även deras ålder fastställas. Av de som uppgett att de var under 18 år visade sig detta vara oriktigt i 90 procent av fallen.

### Återvändaravtal med Afghanistan
Mot slutet av 2015 började Sveriges regering förhandla med Afghanistans president Ashraf Ghani om ett återvändaravtal för att göra det lättare för Sverige att skicka tillbaka asylsökare som har fått avslag på sina ansökningar. Tidigare vägrade afghanska myndigheter att ta emot sina landsmän. I oktober 2016 meddelade justitie- och migrationsminister Morgan Johansson att Sverige hade ingått ett återvändaravtal med Afghanistan. Rörelsen Vi står inte ut anordnade protestmanifestationer mot avtalet  och Svenska Afghanistankommittén menade att det skulle bli mycket svårt för dem som skickas tillbaka att klara såväl sin försörjning som sin säkerhet. I mars 2019 höll Riksdagen en interpellationsdebatt i frågan, med anledning av en fråga från Christina Höj Larsen, Vänsterpartiet.
Efter talibanernas maktövertagande i augusti 2021 finns inget återvändaravtal mellan Sverige och Afghanistan.

### Frontex
Samlade utvisningar kan genomföras av flera länder gemensamt  i samarbete med den europeiska gräns- och kustbevakningsbyrån Frontex. Under hösten 2019 genomfördes minst fyra sådana tvångsutvisningar till Afghanistan i chartrade plan

### EU:s migrations- och asylpakt
I maj 2024 antog EU nya gemensamma riktlinjer för hanteringen av migrations- och asylfrågor.

## Opinion och civilsamhälle
Sedan 2015 är migrationsfrågan en av de viktigaste sakpolitiska frågorna när väljarna rankar politik och det finns mycket stor spännvidd i de åsikter som finns i frågan.. I februari 2015, före den stora flyktingströmmen samma höst, genomförde IPSOS på uppdrag av Dagens Nyheter en opinionsundersökning som visade att 26 procent av väljarna ville se ett ökat mottagande av flyktingar medan 36 procent ville se minskat mottagande.   Från hösten 2015 till hösten 2016 skedde en markant förändring i svenska folkets attityd till flyktingar. SOM-institutets undersökning visade att andelen svenskar som tycker att det är ett bra förslag att ta emot färre flyktingar hade ökat från 40 procent till 52 procent. SOM-institutets föreståndare professor Henrik Ekengren Oscarsson kopplade ihop det med att det under detta år skett stora förändringar i migrationspolitiken och att svenska folket följer de signaler som regeringen och andra politiska ledare ger. De följande åren blev allt fler negativa till att ta emot fler flyktingar.
Hanteringen av de ensamkommande barnen har varit en av de aspekter som har debatterats mycket. Inför riksdagsbeslutet om den nya gymnasielagen 2018 presenterade Expressen/Demoskop en undersökning som visade att 59 procent av väljarna ansåg att frågan var "mycket viktig" och att 54 procent ansåg att det aktuella förslaget var dåligt.
I juni 2020 genomfördes en opinionsmätning av Novus på uppdrag av SVT. 63 procent av de tillfrågade svarade att de vill att Sverige tar emot färre asylsökande än 2019, då ungefär 22.000 sökte asyl. 8 procent ville se ökat mottagande av asylsökande och 19 procent ville se ett oförändrat antal.
I februari och september 2020 gjorde Novus opinionsundersökningar på uppdrag av Röda Korset, Rädda barnen och Svenska kyrkan. Siffrorna nedan är från september, med februarisiffror inom parentes.
- 74 (73) procent instämde (helt eller delvis) i att barn som vistats flera år i Sverige och lärt sig svenska språket ska ha en möjlighet att stanna i Sverige. 14 (13) procent tog avstånd från detta (helt eller delvis).
- 58 (62) procent instämde (helt eller delvis) i att personer med humanitära skäl, t.ex. svårt sjuka barn eller vuxna, ska ha möjlighet att stanna i Sverige. 20 (19) procent tog avstånd från detta (helt eller delvis).
- 62 (59) procent instämde (helt eller delvis) i att barn och föräldrar på flykt som splittrats ska ha en möjlighet att återförenas i Sverige. 24 (23) procent tog avstånd från detta (helt eller delvis).

### Stöd och hjälp till asylsökande
Frivilligorganisationer spelade en viktig roll vid mottagandet av de många människor som kom till Sverige hösten 2015. Den 29 september 2015 hölls insamlingsgalan Hela Sverige skramlar som sändes av ett stort antal TV-kanaler och inbringade 40 miljoner till UNHCR.
När den tillfälliga lagen trätt i kraft sommaren 2016 blev det uppenbart att många av de människor som sökt asyl året innan skulle bli utvisade från Sverige, och att det dessutom skulle ta mycket lång tid innan de fick sina besked. Engagerade människor slöt sig samman för att hjälpa de utsatta och för att påverka politiken. Redan existerande grupper som FARR (Flyktinggruppernas Riksråd) och Ingen Människa är Illegal tog på sig både opinionsbildande och konkret stödjande uppgifter i förhållande till de asylsökande, och detsamma gällde de stora organisationerna Röda Korset, Rädda Barnen, Amnesty International, Stadsmissionen, Svenska kyrkan, Equmeniakyrkan och andra kyrkliga sammanslutningar. Hösten 2015 bildades föreningen Refugees Welcome för att ta fram alternativa bostadslösningar för nyanlända i Sverige och det skapades en mängd lokala grupper för flyktingstöd. Regeringen anslog medel, bland annat via Allmänna arvsfonden, för olika integreringsprojekt. Det startades bland annat språkkaféer, studiecirklar, fotbollslag, teatergrupper, orkestrar, barnverksamhet och träffpunkter. Enskilda engagerade sig i familjer och individer.
En utvärdering av 100 integrationsprojekt som fått stöd från Allmänna arvsfonden visar att omläggningen av asylpolitiken förändrade förutsättningarna för projekten. Från att ha satsat på aktiviteter som främjar delaktighet och etablering för bland annat ensamkommande har projekten fått fokusera på att tillgodose basbehov som mat, sovplats och kostnadsfri juridisk rådgivning. Gode män och kontaktpersoner övergick ofta till att bli frivilliga familjehem då adepten fyllde 18 år. Civilsamhällets organisationer och enskilda personer fick i ökande grad ta över ansvaret för de ensamkommandes försörjning när bidragen från stat och kommun uteblev eller var otillräckliga. Även barnfamiljerna har fått mycket stöd från civilsamhället. I takt med att allt fler ungdomar förlorade sina familjehem eller platser på HVB-hem när de blev 18 år bildades många lokala stödgrupper för att hjälpa dem att bo kvar i sin kommun och fortsätta skolan. Barnen och ungdomarna har ofta kommit sina värdfamiljer och kontaktpersoner nära och betraktats som deras egna barn. Den oklara asylprocessen med sina långa perioder av väntan har slitit hårt på de civila som ibland blivit sekundärt traumatiserade.  Hösten 2017 bildades föreningen Stöttepelaren för att samla in och förmedla ekonomiskt bistånd till ungdomar som saknar andra möjligheter till försörjning.
Många individer och organisationer har uppmärksammats med lokalt eller nationellt utdelade priser och utmärkelser för sitt stöd till flyktingar.

### Opinionsbildning för en mer generös flyktingpolitik
Hösten 2016 bildades de Facebook-baserade nätverken Vi står inte ut men vi slutar aldrig kämpa kring kravet på amnesti för alla ensamkommande unga och Stoppa utvisningarna av afghanska ungdomar!. 2018 startades nätverket Nu är det nog kring liknande krav.
De och andra organisationer som på olika sätt arbetar för en mera generös migrationspolitik har genomfört en rad demonstrationer och andra manifestationer, skrivit rapporter och upprop, uppvaktat politiker och skrivit en mängd debattartiklar och insändare. Nedan presenteras ett urval:
- Mars 2017. Nätverket Vi står inte ut genomförde en rikstäckande kampanj för solidaritet med ensamkommande barn och ungdomar av alla nationaliteter. I Stockholm samlades drygt 3 000 personer till Röda tråden-marschen den 11 mars.[347]
- Augusti - oktober 2017. Ung i Sverige bildades och genomförde en åtta veckor lång sittstrejk i centrala Stockholm, med krav på att utvisningarna till Afghanistan ska stoppas. I samband med den hålls också flera demonstrationer med stort deltagande av både svenskar och afghaner i alla åldrar. Dessa aktioner fick stor genomslag i massmedia.[348][349] Även i Göteborg genomfördes en sittstrejk med samma syfte.[350]
  - 17 november 2017. 11 organisationer, däribland UNICEF Sverige, Rädda Barnen och Erikshjälpen startade "novemberuppropet" med krav på att:[351]
    - Samtliga utvisningar till Afghanistan av barn och unga som kom 2015 stoppas till dess att uppföljning av genomförda utvisningar har skett.
    - Uppehållstillstånd på grund av särskilt och synnerligen ömmande omständigheter återinförs.
    - Gymnasielagen utvidgas till att gälla fler unga

  - 12 juni 2019. Sveriges kristna råd skrev ett öppet brev till samtliga ledamöter i Sveriges riksdag inför omröstningen den 18 juni angående en eventuell förlängning av giltigheten för lagen (2016:752) om tillfälliga begränsningar av möjligheten att få uppehållstillstånd i Sverige. Kyrkoledarna uppmanade riksdagsledamöterna till ytterligare reflektion över frågan och att överväga att rösta nej till förlängning av lagen.[352]
  - Maj - juni 2019. I en mängd kyrkor ringde klockorna varje tisdag till bön för att samla människor som vill protestera mot utvisningar av flyktingar.[353] Den icke-kyrkliga aktionen "Fem över tolv" spred klockringningsinitiativet till möten på gator och torg.[354]
  - Mars 2020. Kulturarbetaren Atoosa Farahmand tog initiativet till projektet  #Jagär2015. Projektet, som snabbt uppmärksammades i media, samlar in bilder och berättelser från människor som kom till Sverige 2015.[355][356]

Ett stort antal offentliga personer har på olika sätt uttalat sig för en mer generös flyktingpolitik. Bland dem finns Jan Eliasson, Pierre Schori och Anders Wijkman. I juli 2020 publicerade de tre före detta ministrarna Hans Blix (L), Jan Eliasson (S) och Alf Svensson (KD) en debattartikel där de, i opposition mot sina respektive partiledningar, förespråkar permanenta uppehållstillstånd för de ensamkommande ungdomar som kom hit innan den tillfälliga lagen trädde i kraft sommaren 2016.  I april 2020 presenterade Socialdemokrater för tro och solidaritet skriften "28 förslag för en human asylpolitik" där man bland annat föreslog stopp för alla utvisningar till Afghanistan, amnesti för ensamkommande unga som varit i Sverige i mer än ett år och permanenta uppehållstillstånd för människor som inte kunnat utvisas på fyra år.
En mängd rapporter och böcker som behandlar flyktingfrågan har givits ut sedan 2015, bland dem ett antal skrivna av ensamkommande ungdomar och deras hjälpare.

### Opinionsbildning mot flyktinginvandring
De som ville ha en restriktiv asylpolitik hänvisade ofta till de afghanska ungdomarna. De kallades "skäggbarn" och ansågs ha ljugit om sin ålder. Sommaren 2015 anmäldes ett stort antal sexuella övergrepp i samband med ungdomsfestivalen We are Sthlm. Det spreds uppgifter om att dessa skulle ha begåtts av afghanska ungdomar. Uppgifterna visade sig senare vara kraftigt överdrivna men föranledde diskussioner om afghaners kvinnosyn. SVT:s Uppdrag granskning tog sommaren 2018 upp att 45 unga afghaner dömts till våldtäkt eller våldtäktsförsök under åren 2012 - 2017, och i programmet för den afghanskfödde polisen Mustafa Panshiri fram teorin att afghanernas överrepresentation beror på idéer som de ”har med sig” om sexualitet och kvinnors ställning.. Man har också pekat på att barn kan ha skickats till Sverige utan egentliga asylskäl, för att utgöra ett "ankare" som möjliggör att resten av familjen kan komma efter. Efter att Migrationsverket sommaren 2016 skärpt sin praxis så att även minderåriga kunde få avslagsbeslut försvarade migrationsminister Morgan Johansson detta med att Sverige inte kan ta ansvar för Mellanösterns alla tonårspojkar.
Mycket av motståndet mot asylsökande uttrycks i sociala medier. Bland de debattörer som har argumenterat för en mer restriktiv asyllagstiftning finns Ann Heberlein Joakim Lamotte och Katerina Janouch. Motståndet mot flyktingmottagande anses vara en stor förklaring till att Sverigedemokraterna ökade i riksdagsvalet 2018.
I samband med Ung i Sveriges sittstrejk i Stockholm 2017 organiserades motdemonstrationer av facebookgruppen "Stå upp för Sverige" och fysiska angrepp från nazister.